# Манакис, Анастасиос
Анастасиос Манакис (греч. Αναστάσιος Μανάκης ; 1790 — 27 июля 1864, Афины) — греческий предприниматель и революционер, участник Освободительной войны Греции, дипломат революционной Греции и Греческого королевства, меценат.

## Биография
Достоверная дата рождения Анастасиоса Манакиса неизвестна. Историки предполагают, что он родился около 1790 года. Манакис происходил из села Анилио, Эпир, ныне находящегося в пределах муниципалитета Мецово. В селе преобладало латиноязочное население влахов. В некоторых источниках Манакис упоминается также на турецкий манер как Михалоглу, вероятно по имени имени отца, Михаила. Торговал скотом в Константинополе, ведя торговлю на территории Османской империи, Придунайских княжеств и России.
В 1818 году лидеры греческой тайной революционной организации Филики Этерия перевели штаб организации из Одессы в Константинополь, организовывая подпольную сеть в османской столице. В том же, 1818, году Манакис стал членом «Этерии». В конце февраля (по григорианскому календарю) 1821 года, когда Александр Ипсиланти с гетеристами перешёл реку Прут и начал греческое восстание с Придунайских княжеств, Манакис принял непосредственное участие в этих событиях.
Различные современные электронные источники говорят о «специальных миссиях» порученных Александром Ипсиланти Манакису и особой роли Манакиса в спасении остатков Священного отряда в ходе сражения при Драгашани. Не удаётся найти подтверждение этой информации в мемуарах участников событий и у историков 19-го века.
Шотландский филэллин и полковник британской армии, а впоследствии историк, Томас Гордон издал в 1833 году «Историю Греческой революции». В этом издании на карте Сражения при Драгашани на позиции отмеченной буквой «H» расположились валашские пандуры из тех, что после предательства Владимиреску и его убийства гетеристами, продолжили войну на стороне греков. На своей карте Гордон отметил, что этими пандурами командовали греческие военачальники Диамантис и Михалоглу. Учитывая знание Манакисом латинского диалекта, родственного языку валашских пандур, вероятность того, что указанный Гордоном Михалоглу и Манакис являются одним и тем же лицом, весьма высока. 
С поражением гетеристов в Молдово-Валахии, Манакис сумел выбраться в Австрию.
После ряда перипетий в Австрии, настроенной враждебно к Греческой революции, Манакис сумел добраться до сражающейся Греции, в Пелопоннес.

## Дипломат
Новейшие источники упоминают участие Манакиса в сражениях на территории Греции, но без особых деталей. 
В 1825 году, по предложению греческого политика Иоанна Колеттиса, учитывая образование Манакиса, его знание языков, деловой опыт и его деятельность в качестве посланника Александра Ипсиланти, Манакис был послан к сербам, в качестве консула революционной Греции. 
Миссия была успешной. Это подтверждается его повторной миссией в Сербию через 20 лет, уже в качестве консула Греческого королевства в Белграде в период 1844-1849. 
Развивая взаимную симпатию единоверных греков и сербов, Манакис внедрил преподавание греческого языка в сербских школах, обеспечивая необходимые для этого книги из собственных средств. 
Он также успешно наладил связи с Черногорией что подтверждается письмами князя Никола Петровича к Манакису в 1863 году.

## Меценат
После окончания Освободительной войны 1821—1829 годов, столица возрождённого греческого государства была переведена из Навплиона в Афины.
Манакис поселился в селе Лёсиа, ныне пригород Илион разросшейся греческой столицы.
Здесь он обнаружил примитивную школу из 2—3 комнат, в которой безвозмездно преподавал приходский священник.
Манакис, на свои деньги, построил новую, «лучшую на тот момент школу Аттики», обеспечил жалованье преподавателям. Одновременно он построил новую церковь для прихода, к которому он стал принадлежать.
Учитывая тот факт, что разбои оставались серьёзным вопросом для Греческого королевства в первые десятилетия его существования, Манакис обеспечил своих сограждан в новом пригорода Афин, Неа Лёсиа, современным стрелковым оружием.
Свою деятельность в качестве мецената Манакис направил также на строительство и поддержку ещё нескольких школ и библиотек в стране, на обеспечение полиции Афин и Пирея обмундированием и оружием.
Крупную сумму Манакис внёс на строительство церкви в городке Новая Пелла, основанного, не имевшими возможность вернуться на османскую территорию, греческими ветеранами Освободительной войны из Македонии.
Он также не забывал о остававшимся под османским контролем своём родном Мецово.
Анастасиос Манакис умер в Афинах, после непродолжительной болезни, 27 июля 1864 года.
Построенная им школа именуется «Школа Манакиса».
Имя мецената носит улица в афинском пригороде Илион.